# فوزي الشمري
فوزي دهش عوض الشمري (13 فبراير 1979) هو عدّاء كويتي والرياضي السابق المتخصص في سباق الحواجز، شارك في سباق 200 متر و400 متر.